# Daisuke Yokota
Daisuke Yokota (横田大祐, Yokota Daisuke), né le 15 juin 2000 à Itabashi au Japon, est un footballeur japonais qui joue comme milieu de terrain ou ailier droit à Hanovre 96, en prêt du KAA La Gantoise.

## Biographie

### En club
Né à Itabashi au Japon, Daisuke Yokota est formé au Kawasaki Frontale puis en Allemagne, avec les clubs du FSV Francfort puis du FC Carl Zeiss Iéna.
Yokota poursuit commence toutefois sa carrière en Lettonie, au Valmiera FC, jouant son premier match avec ce club le 14 mars 2021, lors de la première journée de la saison 2021 de première division lettone face au FK RFS. Il est titularisé et son équipe s'impose par trois buts à deux.

#### Górnik Zabrze
Le 9 février 2023, Daisuke Yokota rejoint la Pologne afin de s'engager en faveur du Górnik Zabrze. Il signe un contrat courant jusqu'en juin 2024,.
Il inscrit son premier but pour le club le 30 avril 2023, lors d'une rencontre de championnat face au Lech Poznań. Il est titularisé et donne la victoire à son équipe en étant le seul buteur de la partie.
Le 14 décembre 2023, Yokota prolonge son contrat avec le Górnik Zabrze, étant alors lié au club jusqu'en juin 2026.

#### KAA La Gantoise
Le 15 janvier 2024, il rejoint la Belgique afin de s'engager en faveur du KAA La Gantoise. Il signe un contrat courant jusqu'en juin 2027,.
Yokota a rejoint le 1. FC Kaiserslautern en prêt le 30 août 2024.

## Palmarès
Valmiera FC
- Championnat de Lettonie (1) :
  - Champion : 2022.